# Campeonato Europeu de Esportes Aquáticos de 1931
O Campeonato Europeu de Esportes Aquáticos de 1931 foi a 3ª edição do evento organizado pela Liga Europeia de Natação (LEN). A competição foi realizada entre os dias 23 e 30 de agosto de 1931, em Paris na França. 

## Medalhistas

### Natação
Masculino
| Evento        | Ouro                                                                      | Ouro    | Prata                                                                     | Prata   | Bronze                                                            | Bronze  |
| 100 m Livre   | István Bárány · Hungria                                                   | 59.8    | András Székely · Hungria                                                  | 1:00.8  | Pavel Steiner · Tchecoslováquia                                   | 1:03.0  |
| 400 m Livre   | István Bárány · Hungria                                                   | 5:04.0  | Jean Taris · França                                                       | 5:04.2  | Paolo Costoli Itália                                              | 5:16.8  |
| 1500 m Livre  | Olivér Halassy · Hungria                                                  | 20:49.0 | Giuseppe Perentin Itália                                                  | 20:50.6 | Paolo Costoli Itália                                              | 21:09.4 |
| 100 m Costas  | Gerhard Deutsch · Alemanha                                                | 1:14.8  | Aladár Bitskey · Hungria                                                  | 1:15.8  | Károly Nagy · Hungria                                             | 1:16.2  |
| 200 m Peito   | Ivo Reingoldt · Finlândia                                                 | 2:52.2  | Karl Wittenberg · Alemanha                                                | 2:54.4  | Erwin Sietas · Alemanha                                           | 2:55.0  |
| 4x200 m Livre | Hungria · András Wanié · László Szabados · András Székely · István Bárány | 9:34.0  | Alemanha · Karl Schubert · Raimund Deiters · Hans Balk · Herbert Heinrich | 9:48.6  | Itália Antonio Conelli Sirio Bianchini Ettore Baldo Paolo Costoli | 9:49.0  |

Feminino
| Evento        | Ouro                                                                             | Ouro   | Prata                                                                         | Prata  | Bronze                                                              | Bronze |
| 100 m Livre   | Yvonne Godard · França                                                           | 1:10.0 | Willy den Ouden · Países Baixos                                               | 1:11.8 | Joyce Cooper · Reino Unido                                          | 1:12.0 |
| 400 m Livre   | Marie Braun · Países Baixos                                                      | 5:42.0 | Joyce Cooper · Reino Unido                                                    | 5:54.0 | Yvonne Godard · França                                              | 5:55.4 |
| 100 m Costas  | Marie Braun · Países Baixos                                                      | 1:22.8 | Joyce Cooper · Reino Unido                                                    | 1:23.6 | Phyllis Harding · Reino Unido                                       | 1:24.8 |
| 200 m Peito   | Cecelia Wolstenholme · Reino Unido                                               | 3:16.4 | Jenny Kastein · Países Baixos                                                 | 3:18.2 | Margery Hinton · Reino Unido                                        | 3:20.4 |
| 4x100 m Livre | Países Baixos · Truus Baumeister · Maria Vierdag · Willy den Ouden · Marie Braun | 4:55.0 | Reino Unido · Valerie Davies · Phyllis Harding · Jean McDowell · Joyce Cooper | 5:00.8 | Hungria · Margit Mallasz · Ilona Tóth · Margit Sipos · Magda Lenkei | 5:02.2 |

Legenda:  – Recorde mundial

### Saltos Ornamentais
Masculino
| Evento        | Ouro                          | Ouro   | Prata                    | Prata  | Bronze                        | Bronze |
| Trampolim 3 m | Ewald Riebschläger · Alemanha | 136.22 | Maurice Lepage · França  | 135.32 | Willi Neumann · Alemanha      | 134.38 |
| Plataforma    | Josef Staudinger · Áustria    | 111.82 | Willi Neumann · Alemanha | 108.90 | Ewald Riebschläger · Alemanha | 107.96 |

Feminino
| Evento        | Ouro                   | Ouro  | Prata                      | Prata | Bronze                    | Bronze |
| Trampolim 3 m | Olga Jordan · Alemanha | 77.00 | Madi Epply · Áustria       | 72.86 | ? Schlüter · Alemanha     | 69.??  |
| Plataforma    | Madi Epply · Áustria   | 34.28 | Ingeborg Sjöqvist · Suécia | 33.62 | R Cretté-Flavier · França | 32.94  |

### Polo Aquático
| Evento    | Ouro    | Prata    | Bronze  |
| Masculino | Hungria | Alemanha | Áustria |

## Quadro de medalhas
| Ordem | País            | Medalha de ouro | Medalha de prata | Medalha de bronze | Total |
| ----- | --------------- | --------------- | ---------------- | ----------------- | ----- |
| 1     | Hungria         | 5               | 2                | 2                 | 9     |
| 2     | Alemanha        | 3               | 4                | 4                 | 11    |
| 3     | Países Baixos   | 3               | 2                | 0                 | 5     |
| 4     | Áustria         | 2               | 1                | 1                 | 4     |
| 5     | Reino Unido     | 1               | 3                | 3                 | 7     |
| 6     | França          | 1               | 2                | 2                 | 5     |
| 7     | Finlândia       | 1               | 0                | 0                 | 1     |
| 8     | Itália          | 0               | 1                | 4                 | 4     |
| 9     | Suécia          | 0               | 1                | 0                 | 1     |
| 10    | Tchecoslováquia | 0               | 0                | 1                 | 1     |
| Total | Total           | 16              | 16               | 16                | 48    |